# Тверской театр драмы
Тверско́й областно́й академи́ческий теа́тр дра́мы — драматический театр в Твери, государственное областное учреждение культуры, занимает здание сталинской эпохи на Советской улице 16, напротив городского сада.
В репертуаре театра более двух десятков названий, половина которых — спектакли по русской классической литературе. 

## Предыстория создания
Известно о театральных представлениях в Твери при Тверской духовной семинарии (1745) и Тверском дворянском училище (1779). Датой основания публичного городского театра историки-краеведы считают 1787 год. 

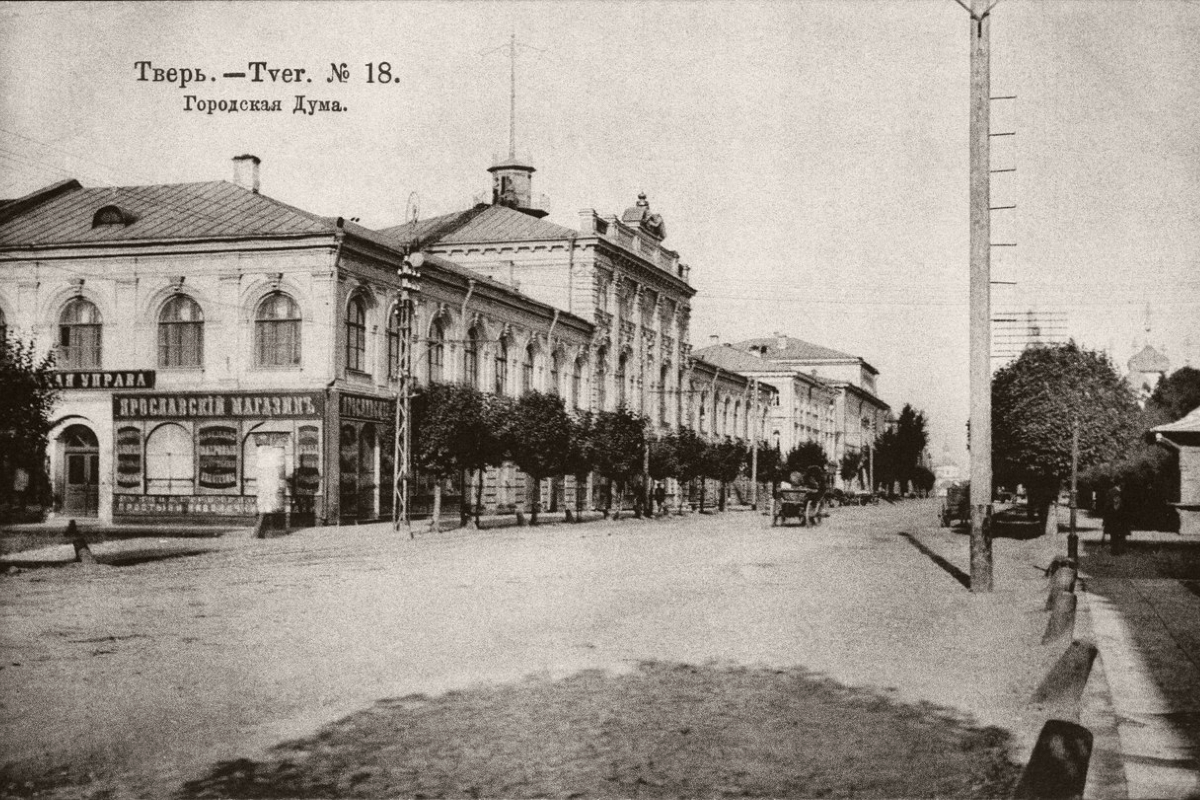
Здание Городской думы
на открытке 1907 года

С 1888 года театр вместе с Городской думой (Общественным собранием) расположился в бывшем здании Гостиного двора на Миллионной улице (ныне — Советская), подвергшегося существенной перестройке в 1888—1889 годы после очередного пожара.
После упразднения Общественного собрания в 1918 году несколько лет с театром соседствовал клуб III Интернационала.

## Начало
В период с 1918 до начала 1920-х годов в Твери работало более десятка разных театральных коллективов. В ходе реорганизации для придания профессиональной направленности в марте 1921 года Губернским отделом Наркомпроса был учреждён Тверской театр № 1 РСФСР — один из двух государственных театров Твери. Под одной крышей действовали четыре труппы, из которых в начале 1930-х годов выделился коллектив В. М. Брянского и Н. В. Маргаритова
С 1931 года театр назывался «Калининский гостеатр», а с 1935 — «Калининский областной театр драмы». С началом войны в сентябре 1941 года незадолго до оккупации Калинина коллектив эвакуировали в Советск Кировской области. В результате боевых действий при освобождении города здание театра получило сильные разрушения. По возвращении труппы из эвакуации в январе 1942 года первые представления прошли на сцене Калининского дома офицеров, в последующем теат работал в здании Театра юного зрителя. Также группы артистов выступали с выздными концертами в прифронтовых районах.
В конце 1943 года Исполком областного совета Калинина постановил восстановить здание театра, проект и сметы были поручены архитекторам треста «Теапроектстроймонтаж» Комитета по делам искусств при Совнаркоме СССР. Работа в реконструированном здании возобновилась в 1951 году.
В период 1962—1967 годов при театре работал филиал Школы-студии МХАТ (среди выпускников Н. Хонина, В. Гатаев, В. Синицкий). 
В 1980 году при театре был открыт музей, но позже экспозицию перевезли в запасники Краеведческого музея. Работа с архивами возобновилась силами сотрудников драмтеатра в 2010 годы, тогда же был создан сайт виртуального музея театра.
С 1982 года в театре работает малая сцена, с 1993 года на базе театра велось обучение тверского актёрского курса Театрального училища им. М. С. Щепкина.
В ноябре 1995 года театру присвоено звание «академический».

## Здание театра
Строительство каменного здания Гостиного двора на месте нынешнего театра велось с 1765 по 1772 год (автор проекта — архитектор П. И. Обухов) по указу Екатерины II вместо уничтоженных пожаром в 1763 году торговых рядов. Обнесённая аркадой постройка имела четырёхугольную форму с большим внутренним двором и занимала целый квартал.
Из-за частых пожаров и ремонтов на протяжении XIX века было решено за 1888—1889 годы провести реконструкцию Гостиного двора. Для её осуществления был привлечён тверской архитектор П. Ф. Фёдоров с сыном А. П. Фёдоровым. В результате часть аркад была заложена и превращена в окна. В пространстве двора устроили большой зал для проведения концертов и театральных представлений. Вместе с театром в перестроенном здании разместились государственные органы — Городская дума (Общественное собрание), а также городская управа.
В середине 1930 годов здание было перестроено под театр — тогда же за счёт надстройки на углу Советской улицы со Свободным переулком появился объём под сценические колосники (силуэт надстройки сохраняется и доныне). Но в эксплуатационном отношении оставались серъёзные недостатки: входы для зрителей со стороны довольно узкой Советской улицы, слишком вытянутый по форме зрительный зал, плохо оборудованная сцена.
Сильно пострадавшее в годы войны здание капитально перестраивалось в 1946—1951 годах по проекту архитекторов треста «Теапроектстроймонтаж» А. П. Максимова и П. В. Кухтенкова. Параллельно с воссозданием театра проект увязывал в единый архитектурный ансамбль строящееся рядом здание филармонии и весь прилегающий к ним квартал.
Перед авторами проекта стояла сложная задача: создать в центре города монументальное сооружение, архитектурно организующее прилегающую застройку. При этом надо было использовать сохранившиеся стены и фундаменты старого здания и, исправив прежнюю неудачную планировку, достигнуть выразительности объёмного решения.М. В. Фехнер, А. В. Юганов, «Архитектура СССР» № 2 1952
Об особенностях плана реконструкции здания в заметке калининской газеты «Пролетарская правда» 7 октября 1945 года: 
Фронтон и портик
главного входа
Разнообразная скульптура украсит глухую стену театра, идущую вдоль Советской улицы. Вход в театр будет со стороны Красных рядов. Он представляет собой два шестиколонных портика коринфского стиля, идущих на всю высоту театра. Высокие мощные колонны портика будут перекрыты фронтоном со скульптурным рисунком на театральные темы.Ф. И. Макаров, главный архитектор Калинина
Вместо прежнего выхода на Советскую улицу главный вход ныне обращён на Театральную площадь — он занял пространство существовавшего прежде Красного ряда с торговыми лавками. Расположенные друг против друга портики театра  и Дома офицеров создали композиционный ансамбль, а «образовавшася между обоими зданиями площадка играет роль дополнительного летнего фойе».

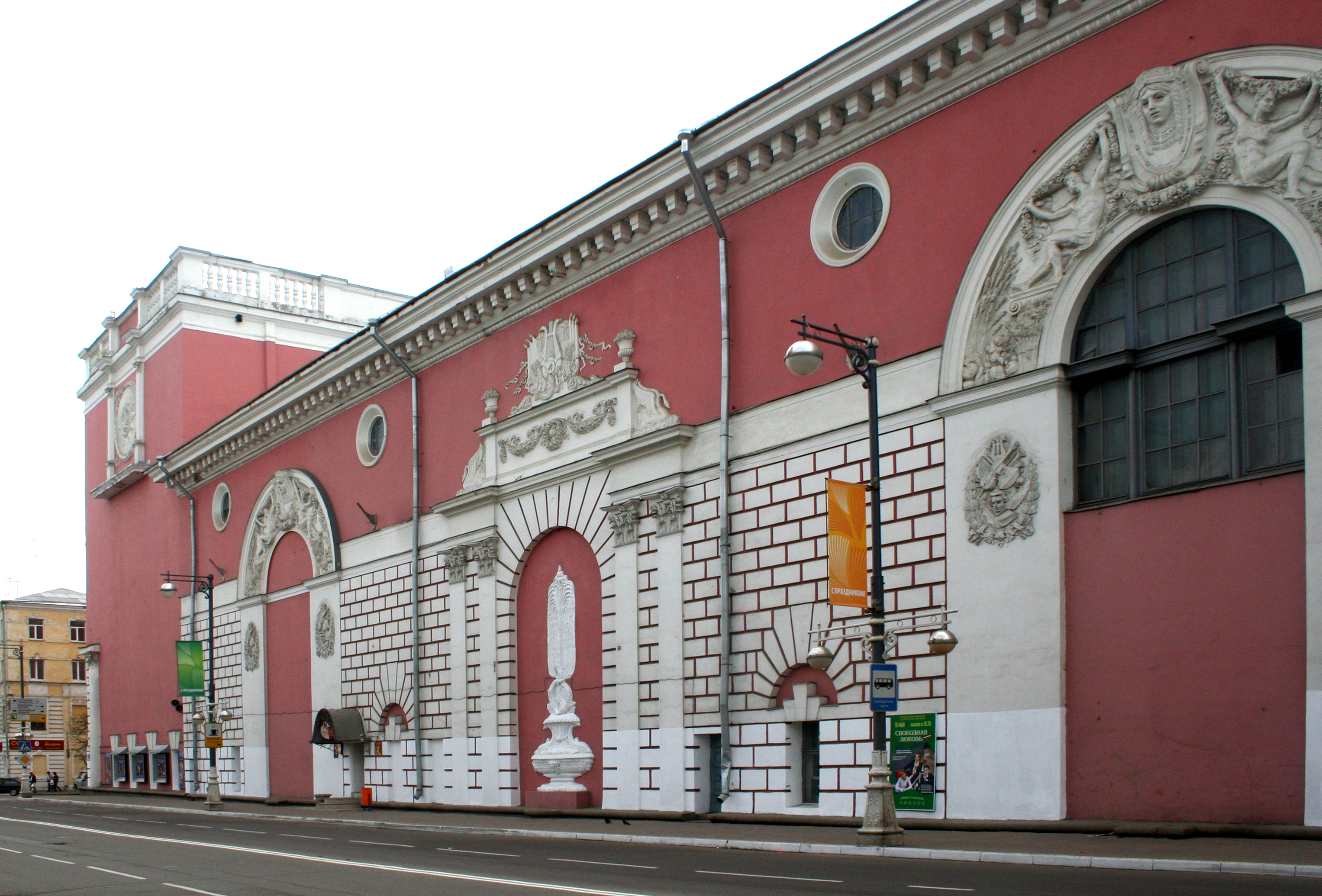
Боковой фасад, фото 2008 г.

Глухая плоскость бокового фасада вдоль Советской улицы рустована в нижнем ярусе и украшена тремя декоративными аркадами, заполненных скульптурой, что отвечает общему архитектурному облику центра города, сложившегося в эпоху русского классицизма.
В зрительном зале нарядно оформленные сценический портал, боковые плоскости просцениума и ложи по обеим сторонам, подковообразный в плане партер с амфитеатром. Верхние два яруса опираются на свободно расставленные колонны. Бронзовая почти пятиметровая люстра, выполненная по рисункам Максимова и Кухтенкова, подвешена к вентиляционной решётке. Окружающая люстру орнаментальная живопись, а также панно центрального фойе на втором этаже выполнены студентами-старшекурсниками Московского института прикладного и декоративного искусства под руководством А. Дейнеки, П. Шухмина, Е. Зерновой. В нескольких нишах под сводами фойе вмонтированы живописные панно с эпизодами жизни М. Калинина. Орнамент некоторых ниш выполнен способом «гризайль».

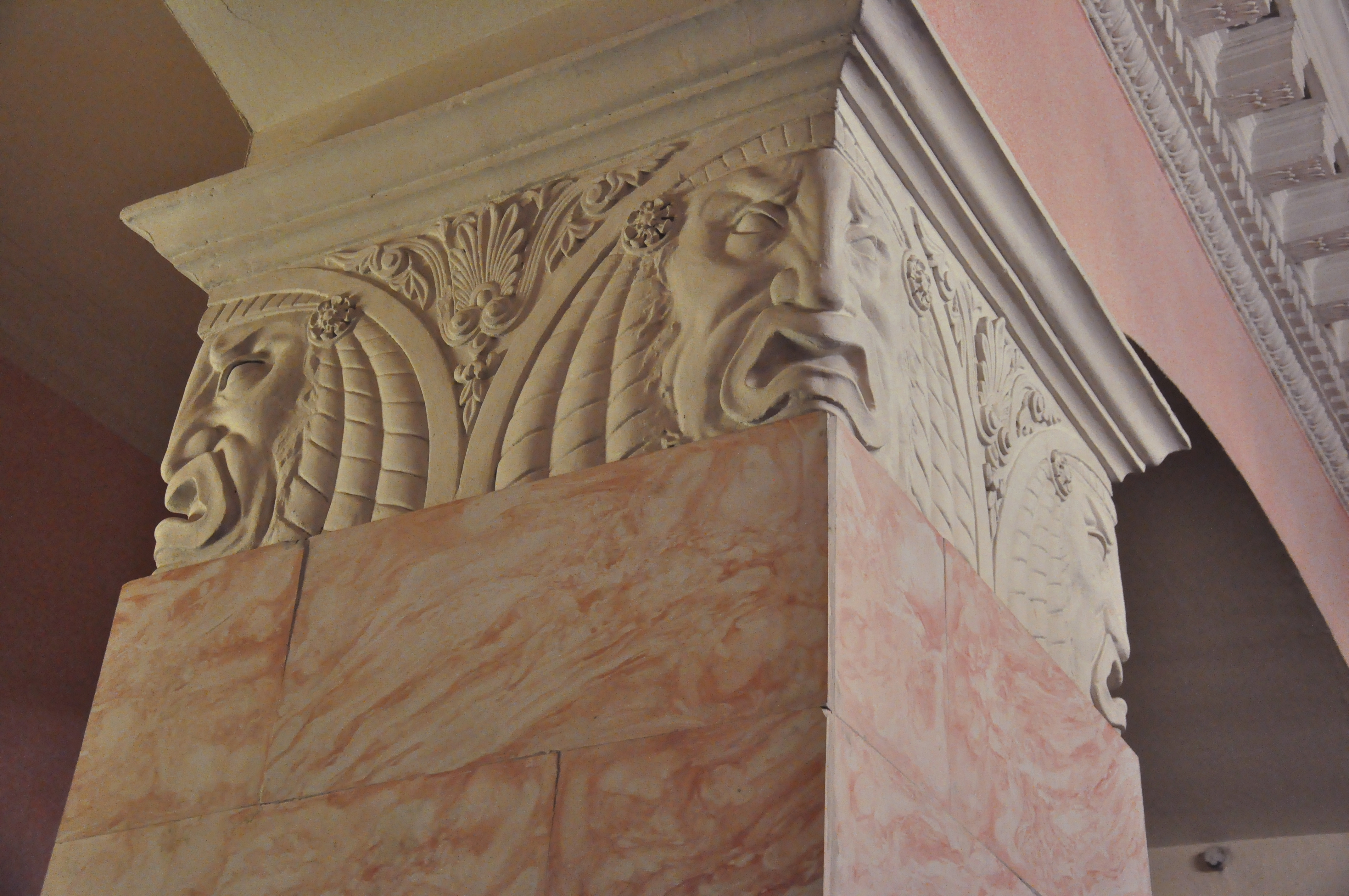
Капитель в фойе, фото 2014 г.

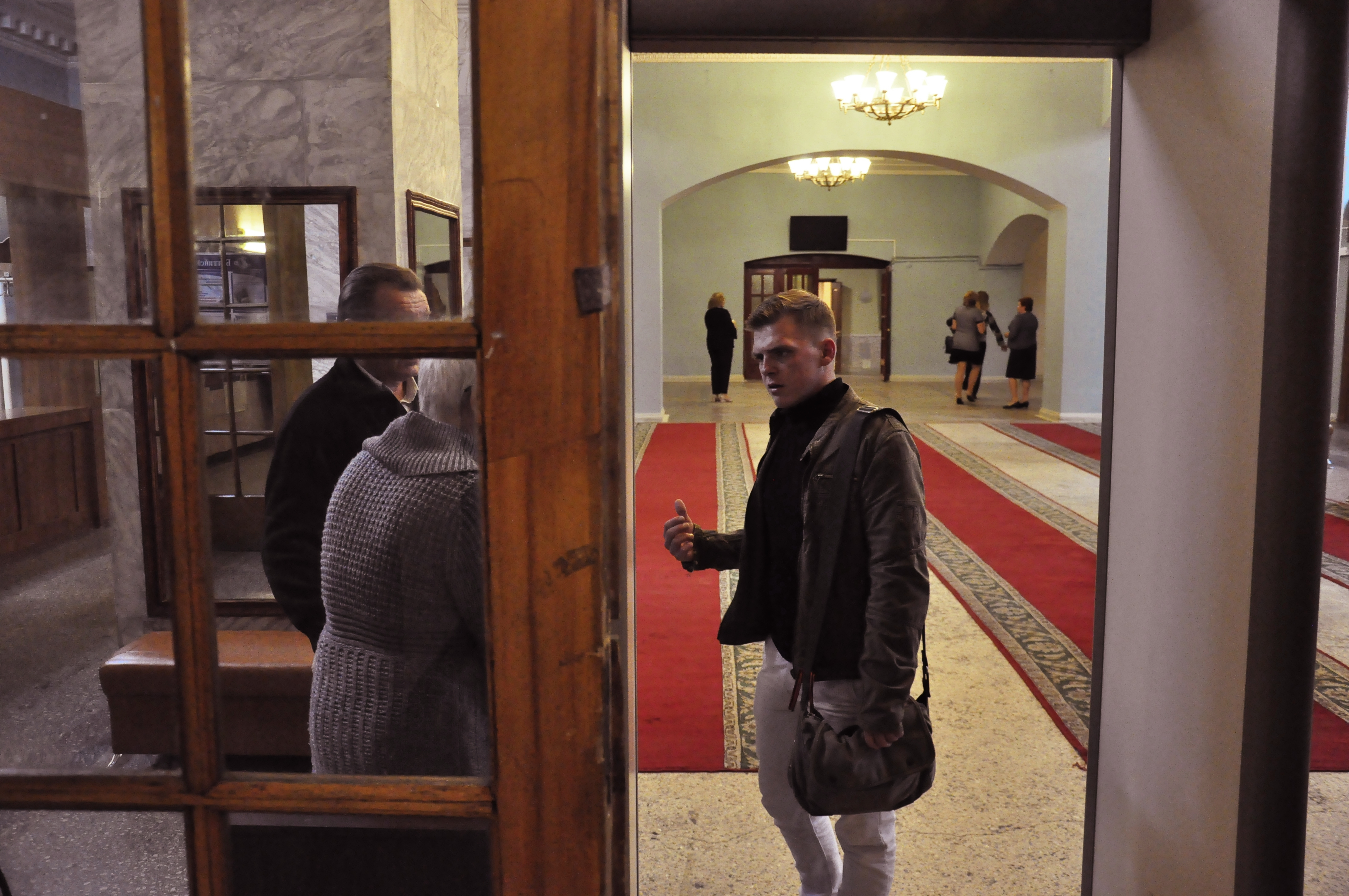
Входное фойе, фото 2014 г.

Для освещения интерьеров специально изготовлены изящные бронзовые люстры с цветными стеклянными подвесками.
В публикации журнала «Архитектура СССР» общее пространственное решение интерьеров признано безусловным творческим достижением авторов: «Тщательно продумана взаимная планировочная и архитектурная связь отдельных помещений, фойе, кулуаров, а также открытых широких лестниц, выполненных из белого мрамора».
К середине 1980-х годов скульптура на крыше шестиколонного портика, два пилона на фасаде и барельеф на углу со Свободным переулком были утрачены.

## Творческая жизнь
В советское время театр активно гастролировал по городам СССР: Архангельск, Брянск, Вильнюс, Винница, Владимир, Воронеж, Гомель, Даугавпилс, Жданов, Керчь, Кострома, Ленинград, Москва, Казань, Киев, Кишинёв, Петрозаводск, Полтава, Рязань, Севастополь, Симферополь, Таганрог, Таллин, Тула, Харьков, Ялта, участвовал во Всероссийском фестивале А. И. Островского (1979), Всесоюзном чеховском фестивале (1980).
Его отдельные спектакли были показаны в Афинах (Греция), Оснабрюке (2003), Дюссельдорфе (Германия), участвовали во Всероссийском театральном фестивале имени М. С. Щепкина (1993), Первом международном театральном фестивале в Ярославле (2000).
Театр выступал на сценах Александринского театра (2000), Малого театра (2004).

## Режиссёры
- Хрисанф Мосолов (1921—1930-е)
- Виталий Брянский (1931—1964)
- Николай Церетелли (1934—1938)
- Сергей Виноградов (1937—1941)
- Георгий Георгиевский (1942—1953, 1958—1967)
- Владимир Галицкий (1944—1947)
- Александр Аронов (1946—1947)
- Марк Скворцов (1951)
- Сергей Владычанский (1952—1956)
- Александр Сафронов (1951—1964)
- Александр Вокач (1968—1971)
- Виктор Шульман (1971—1978)
- Вера Ефремова (1974—2021)

## Постановки разных лет
- 1921
  - «Великий коммунар» В. Трахтенберга, режиссёр Х. Мосолов[19]
  - «Королевский брадобрей» А. Луначарского[20]
  - «Разбойники» Ф. Шиллера[21]
- 1922
  - «Кин или Гений и беспутство» А. Дюма, режиссёр Б. Ремезов[22]
  - «Синяя птица» М. Метерлинка, режиссёр Н. Дивов[23]
  - «Смерть Иоанна Грозного» А. Толстого, режиссёр Н. Дивов[24]
- 1942
  - «Парень из нашего города» К. Симонова, режиссёр П. Званцев[25]
- 1946
  - «За тех, кто в море» Б. Лавренёва, режиссёр В. Галицкий[26]
  - «Старые друзья» Л. Малюгина, режиссёр А. Аронов[27]
  - «Фархад и Ширин» С. Вургуна, режиссёр Г. Георгиевский[28]
- 1947
  - «Глубокие корни» Дж. Гоу и А. Д'Юссо, режиссёр Г. Георгиевский[29]
  - «Молодая гвардия», инсценировка Г. Гракова по роману А. Фадеева, режиссёры Г. Георгиевский, А. Аронов[30]
  - «Мужество» Г. Берёзко, режиссёр Г. Георгиевский[31]
- 1951
  - «Изобретательная влюблённая» Л. де Вега, режиссёр М. Скворцов[32] 
  - «Лондонские трущобы» Б. Шоу, режиссёр М. Скворцов[33]
- 1974[34]
  - «Борис Годунов» А. Пушкина, режиссёр Владимир Незлученко
  - «Прощание славянки» В. Камянского, режиссёр Виктор Шульман
  - «Красавец мужчина» А. Островского, режиссёр Е. Кузнецов
  - «Царь Фёдор Иоаннович» А. Толстого, режиссёр Виктор Ростовцев
- 1975[34]
  - «Вишнёвый сад» А. Чехова, режиссер Вера Ефремова
  - «Золото» Б. Полевого, режиссер Вера Ефремова 
  - «Энергичные люди» В. Шукшина, режиссёр Виктор Шульман 
  - «Прошлым летом в Чулимске» А. Вампилова, режиссер Вера Ефремова

## Актёры

### Современная труппа
- Ирина Андрианова (с 1974)
- Геннадий Бабинов (с 2010)
- Юлия Бедарева (с 2005)
- Никита Берёзкин (с 2005)
- Сергей Бескакотов (с 2017)
- Наталья Бурдина (с 1984)
- Константин Василенко (с 2018)
- Алексей Великотный (с 1997)
- Арина Вячина (с 2024)
- Евгения Голубева (с 2005)
- Яна Голубева (с 2009)
- Сергей Грищенко (с 2024)
- Андрей Журавлёв (с 1992)
- Ирина Кириллова (с 1984)
- Виктория Козлова (с 2009)
- Александр Крайнов (с 2020)
- Тарас Кузьмин (с 2005)
- Валентин Кулагин (с 1985)
- Курлов Александр (с 2024)
- Татьяна Лугачёва (с 1995)
- Алексей Майский (с 2009)
- Валентина Мартьянова (с 1978)
- Иоланта Мельникова (с 2018)
- Залим Мирзоев (с 1982)
- Аполлинария Михайлова (с 2023)
- Борис Михня (с 1971)
- Александр Муста (с 2024)
- Андрей Недельский (с 2023)
- Дарья Осташевская (с 2019)
- Анжелика Панкова (с 1997)
- Дарья Плавинская (с 1997)
- Ирина Погодина (с 2001)
- Евгений Романов (с 2005)
- Вера Рычкова (с 1973)
- Андрей Смирнов (с 2023)
- Никита Тарасов (с 2024)
- Елена Филатова (с 2001)
- Светлана Филатова (с 1971)
- Вячеслав Хархота (с 2021)
- Наина Хонина (с 1960)
- Владимир Чернышов (с 1975)
- Дарья Щербакова (с 2023)
- Екатерина Юркова (с 2016)
- Владислав Янушенок (с 2024)
- Артём Яцуненко (с 2023)[35]

### Прежде работавшие
- Александр Андреев (1948—1968)
- Татьяна Бизяева (1954—1971)
- Любовь Борисова (1942—1959)
- Леонид Брусин (1970—2018)
- Виталий Брянский (1928—1967)
- Николай Бутрехин (1969—2017)
- Антонина Бушкова (1981—1996)
- Сергей Виноградов (1937—1941)
- Сергей Владычанский (1952—1956)
- Александр Вокач (1957—1971)
- Антонина Вольская (1950—1984)
- Валерий Гатаев (1961—1969, 1971—1987)
- Георгий Георгиевский (1942—1953, 1958—1967)
- Мария Гермацкая (1940—1945)
- Александр Годлевский (1950—1979)
- Валентина Гончаренко (1951—1956, 1958—1982)
- Надежда Гончарова (1928—1963)
- Всеволод Грауэрт (1935— ?)
- Вячеслав Грибков (1971— ?)
- Вячеслав Гунин (1969—1971)
- Екатерина Гусева (1962—1968, 1971—1978)
- Иосаф Дворников (1940—1941)
- Феодосия Дембицкая (1928—1930)
- Александр Добряков (1939—1963)
- Ольга Дроздова (1948—1965?)
- Дмитрий Дросси (1928—1930)
- Ольга Дубовицкая (1984—1987)
- Галина Ефанова (1967—1970)
- Николай Закиев (1940—1941)
- Пётр Званцев (1929—1958)
- Александр Ильвовский (1926—1927)
- Алексей Исаченко (1970—1979)
- Лидия Калаева (1970-е)
- София Камская (1932—1950)
- Борис Каширин (1952—1957)
- Константин Крайнов (1940—1941)
- Ольга Крылова (1997— ?)
- Николай Крюков (после 1945 — до 1956)
- Константин Лаврецкий (1936—1949)
- Пётр Ларюшин (1959—2004)
- Олег Лелянов (1962—1978)
- Клавдия Лелянова (1962—1978)
- Сергей Лесных (1971—1978)
- Василий Лещёв (1935—1940, 1970—1977)
- Борис Лифанов (1987—2016)
- Иван Лобанов (1928—1969)
- Борис Лонин (1945—1975)
- Николай Лукьянов (1935—1936)
- Людмила Лысова (1950—1953, 1955—1957)
- Александр Мальченко (1926—1959)
- Николай Маргаритов (1928—1933)
- Анна Мартынова-Морозова (1958—1959)
- Нина Масальская (1960—1961)
- Марат Мельник (2005—2014)
- Николай Миловидов (1935— ?)
- Пётр Миронов (1978—1984)
- Спартак Мишулин (1950-е —1960)
- Борис Мостовой (1971—1973)
- Сергей Назимов (1989—1990)
- Владимир Оболенский (1929—1941)
- Надежда Парахина (1960—1965)
- Мария Перемышлева (1930-е—1941)
- Валерий Персиков (1979—1994)
- Геннадий Печников (1947—1949)
- Наталья Плавинская (1976— ?)
- Серафима Плисецкая (1971—1990)
- Евгения Поплавская (? — ?)
- Станислав Плотников (1971—2009)
- Георгий Пономарёв (1974—2022)
- Елена Попова (1939— ?)
- Александр Пруссаков (1947—1997)
- Надежда Райская-Дорэ (1929—1950-е)
- Виталий Рассказов (1957—1985)
- Виктор Речман (1965—1966)
- Рудольф Романов (1962—1975)
- Виктор Ростовцев (1966—1977)
- Евгений Савельев (1942—1967)
- Александр Сафронов  (1971—2025)
- Маргарита Сбитнева (1966—1982)
- Владимир Свекольников (1960-е — 1970-е)
- Виталий Синицкий (1962—2020)
- Варвара Сошальская (1942—1944)
- Любовь Стрельникова (1959—1961)
- Вера Сурудина (1956—1981)
- Михаил Тамаров (1935—1936)
- Анатолий Татаров (1978—1989)
- Дора Тудоровская (1929—1936)
- Вера Улик (1952—1957)
- Ольга Холина (1931—1940)
- Анатолий Чернегин (1969—1970)
- Александр Чуйков (1974—2015)
- Борис Чукмасов (1936—1945)
- Зинаида Шерстневская (1937—1941)
- Наталья Шостак (1984—1989)
- Ирина Щеглова (1935—1937)
- Константин Юченков (1947—2019)
- Иван Яковлев (1936—1941)
- Альберт Янсон (1956—1973)[36]

## Комментарии
1. ↑  Театральные действия в прежнем здании Городской думы проходили с 1879 года[3].
2. ↑  Первоначально в одно здание были сведены несколько театральных коллективов: Летний, Художественный, театр Носова, театр Мосолова, театр Дивова[4].
3. ↑  Попытки создания музея театра были предприняты ещё до начала войны, но все экспонаты погибли в результате боевых действий при освобождении города в декабре 1941 года[8].
4. ↑  Макаров Фёдор Иванович (1902—1966), был главным архитектором Калинина с 1937 по 1947 год[15].